# André Milhoux
André Milhoux (9 de dezembro de 1928) foi um automobilista belga que participou do GP da Alemanha de 1956 de Fórmula 1.